# فرودگاه جیزلمر
فرودگاه جیزلمر (به انگلیسی: Jaisalmer Airport) یک فرودگاه نظامی با کد یاتا JSA است . این فرودگاه در کشور هند قرار دارد و در ارتفاع ۲۵۱ متری از سطح دریا واقع شده‌است.